# 奧奇西 (佛羅里達州)
奧奇西蘭丁（英語：Ocheesee Landing）是位於美國佛羅里達州卡爾霍恩縣的一個非建制地區。該地的面積和人口皆未知。

## 地理
奧奇西蘭丁的座標為30°34′56″N 85°57′58″W / 30.58222°N 85.96611°W，而該地的平均海拔高度為17米（即56英尺）。